# Hans Georg Nägeli
Hans Georg Nägeli (født 26. maj 1773 i Wetzikon i kanton Zürich, død 26. december 1836 i Zürich) var en schweizisk musikpædagog, komponist og forlægger.